# Насыпь льва
Насыпь льва (также встречается Курган льва или Холм льва; фр. Butte du Lion, нидерл. Leeuw van Waterloo) — большой искусственный конический холм, расположенный в муниципалитете Брейн-л’Аллё в Бельгии. Король Нидерландов Виллем I приказал построить его в 1820 году; строительство было завершено в 1826 году. Он отмечает место на поле битвы при Ватерлоо, где пуля попала в плечо Виллему II (принцу Оранскому) и сбила его с лошади во время битвы. Это также мемориал битвы при Катр-Бра, которая произошла двумя днями ранее, 16 июня 1815 года.
В настоящее время насыпь входит в туристический комплекс «Мемориал битвы при Ватерлоо» (фр. Mémorial de la bataille de Waterloo, нидерл. Memoriaal van de Slag bij Waterloo). С холма открывается вид на поле битвы; он является центром музеев и таверн в окрестностях деревни Лион (фр. le Hameau du Lion; нидерл. Gehucht met de Leeuw). Посетители, заплатившие за билет, могут подняться на насыпь по лестнице в 226 ступеней, которая ведёт к статуе и обзорной площадке (где есть карты сражения, а также смотровой бинокль); тот же билет даёт возможность осмотреть картину панорамы битвы при Ватерлоо.

## Проектирование

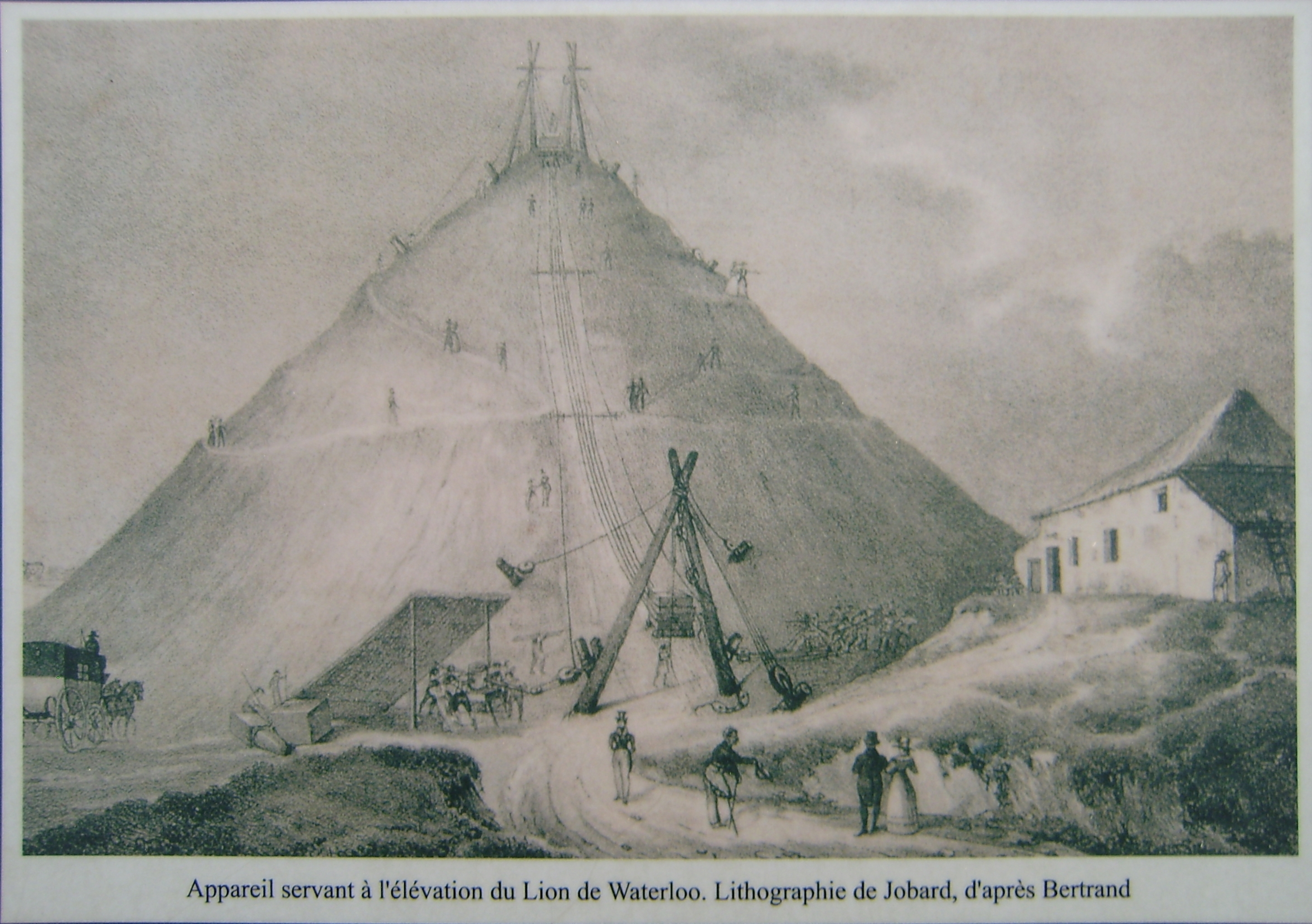
Возведение Насыпи льва, 1825. Гравюра Жобар, Марселен по рисунку Бертрана.

Памятник спроектировал королевский архитектор Шарль Вандер Стратен по приказу Виллема I. Инженер Жан-Батист Вифкен задумал его как символ победы союзников, а не как прославление какого-либо отдельного человека.
Возможно, что источником вдохновения для создания Насыпи льва послужила Аустерлицкая пирамида, созданная в 1804 году недалеко от Утрехта солдатами армии Наполеона.

## Насыпь
В огромную рукотворную насыпь была собрана земля с различных частей поле боя, в том числе в поля между фермой Ла-Э-Сент и позицией герцога Веллингтона.
Насыпь имеет 43 метра в высоту и 520 метров в окружности.
Виктор Гюго в романе «Отверженные» писал, что герцог Веллингтон посетил поле боя через два года после завершения насыпи и сказал: «Мне подменили моё поле боя!», подразумевая, что сооружение насыпи уничтожило все особенности рельефа. Однако это замечание Веллингтона, приписываемое ему Гюго, нигде больше не задокументировано.

## Статуя

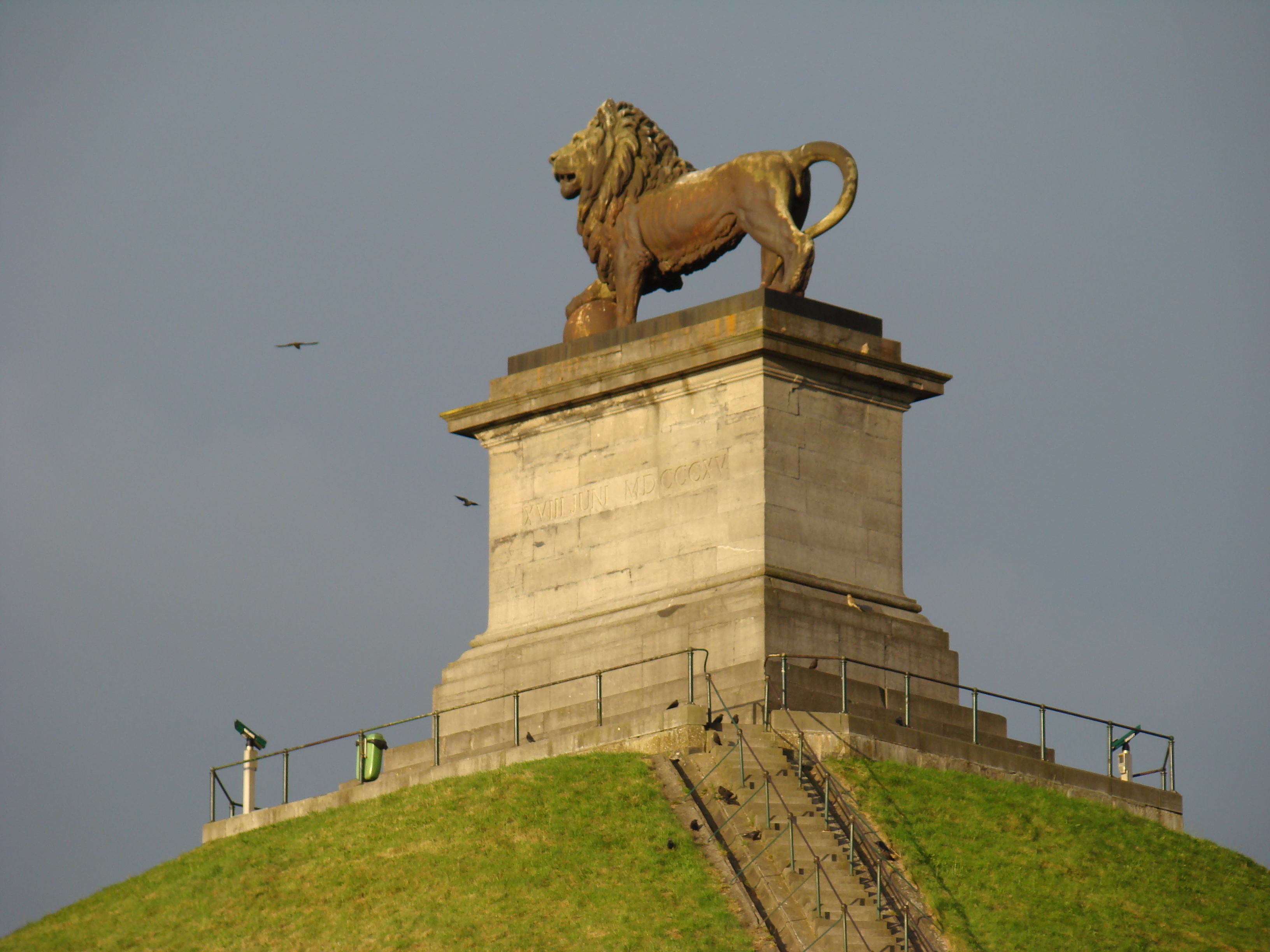
Лев на вершине кургана на месте битвы.

На вершине насыпи находится статуя льва, стоящего на каменном постаменте. Скульптура, которую изваял Жан-Луи ван Геел, напоминает львов Медичи XVI века, а также более поздние статуи львов на Дворцовой пристани в Санкт-Петербурге. Этот лев на личном гербе монарха Нидерландов символизирует мужество.

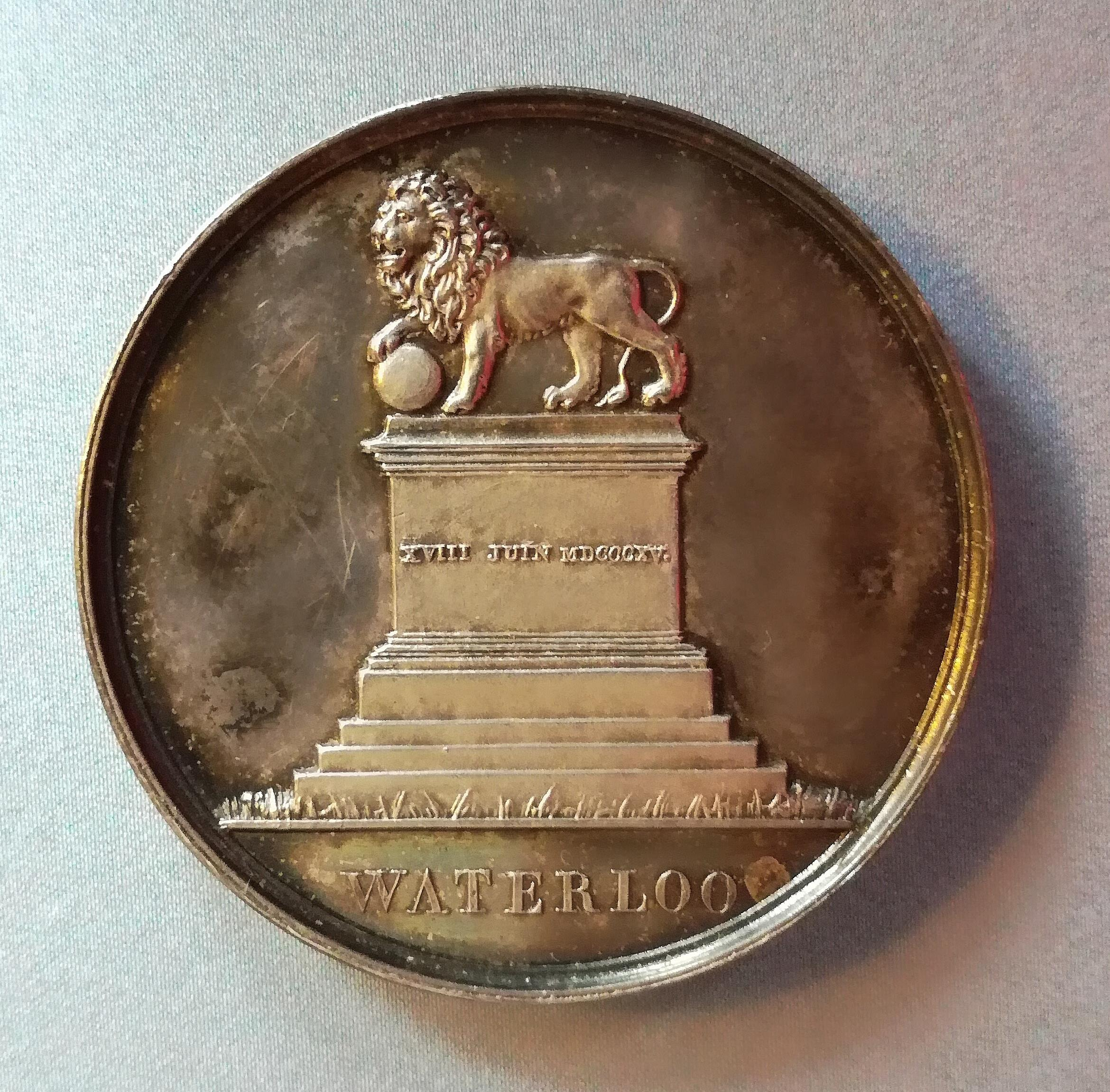
Серебряная медаль Брем, Жозеф-Пьер, примерно 1826 год

Его правая передняя лапа покоится на сфере, означающей окончательную победу. Статуя весит 28 тонн, имеет высоту 4,45 метра и длину 4,5 метра. Льва отлили по частям на чугунолитейном заводе Вильяма Кокрила в Льеже; по каналу их перевезли на барже в Брюссель; оттуда тяжёлые конные повозки отвезли эти части к деревне Мон-Сен-Жан, находящейся на низком хребте к югу от Ватерлоо.
Существует легенда, что для отливки льва использовалась медь из пушек, брошенных французами на поле битвы. На самом деле литейный завод отлил девять отдельных компонентов из железа и собрал их в единую статую на вершине насыпи.